# Аль-Араби (футбольный клуб, Эль-Кувейт)
«Аль-Араби» (араб. نادي العربي الرياضي‎) — кувейтский футбольный клуб из города Эль-Кувейт, выступающий в Премьер-лиге Кувейта. Основан в 1953 году. Домашние матчи проводит на стадионе «Сабах Аль-Салем», вмещающем 26 000 зрителей. Как победители Кубка Эмира Кувейта в 2008 году, «Аль-Араби» стала первой кувейтской командой, которая участвовала в Кубке АФК. «Aль-Араби» — единственная команда в Кувейте, которая никогда не проигрывала в Суперкубке Кувейта.

## История
В декабре 2020 года хорватский специалист Анте Мише официально возглавил «Аль-Араби».

## Достижения
- Чемпионат Кувейта (2): 2001/02, 2020/21
- Кубок эмира Кувейта (3): 2004/05, 2005/06, 2007/08
- Кубок короны Кувейта (3): 2006/07, 2011/12, 2014/15
- Кубок Федерации Кувейта: 2013/14